# RS-409
Pour les articles homonymes, voir Route 409.

La RS 409 est une route locale du Centre-Est de l'État du Rio Grande do Sul qui relie la municipalité de Vera Cruz à celle de Santa Cruz do Sul, la BR-287 à la BR-471. Elle dessert ces deux seules communes, et est longue de 13 km.